# مینانو، سایتاما
مینانو، سایتاما (به لاتین: Minano, Saitama) یک منطقهٔ مسکونی در ژاپن است که در استان سایتاما واقع شده‌است. مینانو ۶۳٫۷۴ کیلومترمربع مساحت و ۱۰٬۰۹۶ نفر جمعیت دارد.

## خواهرخوانده
شهر بوراشتت خواهرخواندهٔ مینانو، سایتاما هست.